# Frederick Thomas Dalton
Frederick Thomas Dalton, noto anche con lo pseudonimo di FT Dalton o FTD (29 ottobre 1855 – 11 novembre 1927), è stato un giornalista, illustratore e avvocato britannico.
Era uno dei maggiori caricaturisti per la rivista Vanity Fair, conosciuto soprattutto per le illustrazioni e le caricature di personaggi noti fra il 1890 e 1920.

## Biografia
Dalton è stato educato alla Highgate School e al Corpus Christi College di Oxford. Fu assistente alla direzione del Radley College nel 1879-1880. Si è qualificato per l'ammissione come avvocato e nel 1893 si è unito allo staff di The Times, è diventato Assistente Redattore della letteratura nel 1897 e ha lavorato come redattore di letteratura nel 1900-1901. Fu vice redattore di The Times Literary Supplement dal 1902 al 1923.

## Pubblicazioni
- Frederick Thomas Dalton, The authenticity, character, and purpose of the fourth Gospel. (Ellerton prize essay), J. Thomas & Company, 1859.